# Confederations Cup 2013
Confederations Cup 2013 var den 9. udgave af fodboldturneringen Confederations Cup, der afholdtes i Brasilien i juni 2013, som en generalprøve på VM i 2014, der også blev afholdt i landet.
Turneringen havde deltagelse af otte lande: mestrene fra hvert af de kontinentale forbund samt verdensmestrene og værtsnationen.
Confederations Cup 2013 blev vundet af Brasilien efter sejr over Spanien i finalen med 3-0 på Estadio do Maracanã.

## Kvalificerede hold
| Hold      | Konføderation | Kvalifikations metode             | Kvalifikations dato | Deltagelse. |
| --------- | ------------- | --------------------------------- | ------------------- | ----------- |
| Brasilien | CONMEBOL      | VM i fodbold 2014 Vært            | 30. oktober 2007    | Syvende     |
| Spanien   | UEFA          | VM i fodbold 2010 Vinder          | 11. juli 2010       | Anden       |
| Japan     | AFC           | AFC Asian Cup 2011 Vinder         | 29. januar 2011     | Femte       |
| Mexico    | CONCACAF      | CONCACAF Gold Cup 2011 Vinder     | 25. juni 2011       | Sjette      |
| Uruguay   | CONMEBOL      | Copa América 2011 Vinder          | 24. juli 2011       | Anden       |
| Tahiti    | OFC           | 2012 OFC Nations Cup Vinder       | 10. juni 2012       | Første      |
| Italien   | UEFA          | UEFA Euro 2012 toer1              | 28. juni 2012       | Anden       |
| Nigeria   | CAF           | Africa Cup of Nations 2013 Vinder | 10. februar 2013    | Anden       |

1Italien fik pladsen, fordi Spanien kvalificerede sig som verdensmester.

## Stadion
Der blev anvendt seks stadioner i hver sin by.
| Belo Horizonte                                                                  |                                                               | Recife |
| ------------------------------------------------------------------------------- | ------------------------------------------------------------- | ------ |
| Estádio Governador Magalhães Pinto (Mineirão) Kapacitet: 62.547 (Opgraderet)    | Arena Pernambuco Kapacitet: 44.248 (Nyt stadion)              |        |
| Brasília                                                                        | Rio de Janeiro                                                |        |
| Estádio Nacional de Brasília (Estádio Nacional) Kapacitet: 68.009 (Genopbygget) | Estádio Mário Filho (Maracanã) Kapacitet: 76.804 (Opgraderet) |        |
| Fortaleza                                                                       | Salvador                                                      |        |
| Estádio Plácido Aderaldo Castelo (Castelão) Kapacitet: 64.846 (opgraderet)      | Arena Fonte Nova Kapacitet: 52.048 (Genopbygget)              |        |

## Resultater

### Finalen
Brasilien vandt efter sejr over Spanien i finalen med 3-0 på Estadio do Maracanã og med dommer Björn Kuipers (Holland).
Målene i finalen blev scoret af Fred efter 2' og 47' og Neymar Jr. efter 44'.
Neymar Jr. (BRA) blev "Man Of The Match" i finalen

### Bronze-kampen
Bronze-kampen blev spillet mellem Uruguay og Italien.
2-2 var stillingen efter de første 90 minutter, og efter ekstra spilletid var stillingen den samme.
Målscorer var Edinson Cavani efter 58' og 78' for Uruguay og Davide Astori efter 24' samt Alessandro Diamanti efter 73' for Italien.
Ved den efterfølgende staffesparkskonkurrence vandt Italien.
1. 0-0 Diego Forlán -Brænder
2. 0-1 Alberto Aquilani - scorer
3. 1-1 Edinson Carvani - scorer
4. 1-2 Stephan El Shaarawy - scorer
5. 2-2 Luis Suárez - scorer
6. 2-2 Mattia De Sciglio - Brænder
7. 2-2 Martín Cáceres - Brænder
8. 2-3 Emanuele Giaccherini - scorer
9. 2-3 Walter Gargano - Brænder

Edinson Cavani blev "Man Of The Match" i bronze-opgøret.